# Émile Poilvé
Émile Marieange Poilvé (ur. 19 września 1903 w Mégrit, zm. 11 października 1962 w Lescouët-Jugon) – francuski zapaśnik. Złoty medalista olimpijski z Berlina.
Walczył zarówno w stylu wolnym, jak i klasycznym, najczęściej w wadze średniej (do 79 kg). Większe sukcesy odnosił w stylu wolnym. Brał udział w trzech igrzyskach (IO 28, IO 32, IO 36), w 1936 sięgnął po złoto. W stylu wolnym był trzeci na mistrzostwach Europy w 1930.